# Isabel Aretz
Isabel Aretz (Buenos Aires, 14 d'abril de 1909 - San Isidro, 2 de juny de 2005) fou una compositora, investigadora, escriptora i etnomusicòloga argentina nacionalitzada veneçolana, una de les figures més rellevants de la investigació etnomusicològica a Hispanoamèrica.
Estudià composició, piano i pedagogia musical al Conservatori Nacional de Música i es doctorà summa cum laude en música, especialitat musicologia, a la Universitat Catòlica Argentina, al 1967. Va perfeccionar la instrumentació amb Athos Palma i Heitor Villa-Lobos. Treballà la musicologia amb Carlos Vega. També es formà en antropologia amb José Imbelloni i en etnografia amb Enrique Palavecino al Museu de Ciències de la capital del sud.
Va realitzar un minuciós rastreig científic de la música indígena del nord argentí. Radicada a Caracas des de 1947, amplià les seves investigacions en altres zones del continent sud-americà. Becada per la Fundació Guggenheim, realitzà periòdics viatges a les fonts d'origen, rescatà melodies populars per estudiar-les i classificar-les rigorosament.
Amb la seva feina es va fer pionera en la difusió del seu camp de recerca, i amb la creació, amb el suport de l'Organització dels Estats Americans (OEA), de l'Institut Interamericà d'Etnomusicologia i Folklore (Inidef), avui anomenat Fundació d'Etnomusicologia i Folklore (Fundef), que Aretz presidí entre 1990 i 1995. També va cofundar, juntament amb José Antonio Abreu, l'Orquestra d'Instruments Llatinoamericans. Aretz va ser professora en universitats de Mèxic i Colòmbia. Va fundar càtedres sobre etnomusicologia en diversos països i va ser professora d'etnomusicologia de l'Escola d'Arts de la Universitat Central de Veneçuela.
Paral·lelament es dedicà a la composició; no sempre incorporà elements folklòrics; va escriure diversos ballets, la cantata Simiente (per a recitat, cor i orquestra), Puneñas i altres obres simfòniques, música de cambra i cançons.
Ha estudiat, a més de la música tradicional argentina, la música prehispànica, els instruments musicals autòctons, les festivitats i tot el que fa referència als costums i tradicions, tant argentines com veneçolanes. Entre les obres d'investigació que recullen aquesta recerca, destaquen El folklore musical argentino (1959) i Instrumentos musicales de Venezuela (1967).
Està enterrada al Cementiri de La Chacarita, a Buenos Aires.